# Bytte bytte baby
Bytte bytte baby är en dansk komedifilm som hade premiär den 16 mars 2023 på strömningstjänsten Netflix. Filmen är regisserad av Barbara Topsøe-Rothenborg efter ett manus skrivet av Pia Konstantin Berg. Filmen är en föregångare till Bytte bytte barn från 2024.

## Handling
Filmen kretsar kring de två paren Cecilie och Andreas samt Liv och Malthe. Båda paren har problem att få barn och när de får reda på att fertilitetskliniken förväxlat deras ägg tvingas de hantera misstaget.

## Rollista (i urval)
- Mille Dinesen - Cecilie
- Lars Ranthe - Andreas
- Katinka Lærke Petersen - Liv
- Kasper Dalsgaard - Malthe
- Thomas Bo Larsen - Thorbjørn
- Sarah Boberg - Ulla
- Solbjørg Højfeldt - Irene
- Neel Rønholt - Mette Line